# Dale Frail
Dale A. Frail (* 1961) je astronom, pracující v Národní radioastronomické observatoři (NRAO) v Socorru v Novém Mexiku. Narodil se v Kanadě, většinu dětství strávil v Evropě, a profesionální kariéru ve Spojených státech.

## Kariéra
Frail získal vysokoškolské vzdělání v Kanadě, nejprve bakalářský titul v oboru fyzika na Acadia University v Novém Skotsku, následně magisterský titul a doktorský titul v oboru astrofyzika na Torontské univerzitě. V roce 1989 se jako postdoktorand přestěhoval do Spojených států, kde získal Janskeho stipendium. V roce 1993 se stal výzkumným pracovníkem Národní radioastronomické observatoře, kde působí i k roku 2016.
Frail je autorem více než 200 recenzovaných vědeckých prací, včetně asi 30 článků v prestižním časopise Nature. Významně přispěl k rozvoji mnoha oblastí astrofyziky, jeho výzkum se týkal zejména gama záblesků, extrasolárních planet, mezihvězdného prostředí, pulsar, maserů a zbytků supernov. Veřejnosti je nejlépe známý pro objevy extrasolárních planet a gama záblesků. V roce 2010, mu bylo uděleno Guggenheimovo stipendium. V srpnu 2011 byl jmenován asistentem ředitele v národní radioastronomické observatoři pro Very Large Array a Very Long Baseline Array, a ředitelem pro Nové Mexiko.

## Klíčové objevy
Na počátku roku 1992 Frail a polský astronom Aleksander Wolszczan oznámili svůj objev existence dvou planet a možné třetí kolem pulsaru PSR B1257+12. Objev byl potvrzen v polovině roku 1992. Kromě toho, že jde o první potvrzený objev planety u pulsaru, je také obecně přijímáno, že jde o první potvrzený objev extrasolární planety jakéhokoli druhu.
Na počátku roku 1997 byl Frail součástí týmu Kalifornského technologického institutu a Národní radioastronomické observatoře, který pomohl rozluštit dlouhotrvající záhadu původu gama záblesků. Skupina použila optické spektrum pořízené Keckovými dalekohledy z gama záblesku GRB 970508 a stanovila, že gama záblesky jsou v kosmologických vzdálenostech. Poté byly použity radioteleskopy Very Large Array, což vedlo k objevu radio dosvitu emisí ze stejné záblesku. Byla měřena velikost objektu a odozeno, že zdroj se rozšiřuje relativistickou rychlostí. Tato dvě pozorování se stala základem pro kosmologický fireball model gama záblesků. V roce 2009 Thomson ISI uvedly Fraila jako jednoho z trojice nejvíce citovaných výzkumných pracovníků v oblasti gama záblesků v posledních deseti letech.